# Carlos Briseño Arch
Carlos Briseño Arch OAR (ur. 4 lipca 1960 w mieście Meksyk) – meksykański duchowny rzymskokatolicki, w latach 2006-2018 biskup pomocniczy Meksyku, od 2019 biskup Veracruz.

## Życiorys
Święcenia kapłańskie przyjął 27 września 1986 w zgromadzeniu augustianów rekolektów. Po święceniach został wikariuszem zakonnej parafii w Ciudad Madera, zaś w latach 1988-1994 pracował jako promotor powołań rejonu Queretaro. W latach 1994–1996 studiował w Rzymie, zaś po powrocie do Meksyku został wikariuszem parafii św. Moniki w stołecznym mieście, a następnie proboszczem stołecznej parafii Matki Bożej z Guadalupe. Od 2003 był przełożonym zakonnej wspólnoty w Queretaro.
20 maja 2006 został mianowany biskupem pomocniczym Meksyku i biskupem tytularnym Trecalae. Sakry biskupiej udzielił mu 17 czerwca 2006 kard. Norberto Rivera Carrera.
12 listopada 2018 otrzymał nominację na biskupa Veracruz, zaś 10 stycznia 2019 kanonicznie objął urząd.